# Lophophora (насекомые)
Lophophora (лат.) — род бабочек из подсемейства совок-пядениц.

## Описание
Щупики самцов длинные, обильно покрыты чешуйками. Второй членик щупиков наклонён назад. Третий членик достигает груди. Усики опушенные. Размах крыльев до 15 мм.

## Классификация
В состав рода включают три вида:
- Lophophora clanymoides Möschler 1890
- Lophophora evan Schaus 1916
- Lophophora thaumasalis (Walker 1858)

## Распространение
Представители рода встречаются в Пуэрто-Рико, Французской Гвиане и острове на Гаити.